# 匹茲堡 (伊利諾伊州費耶特縣)
匹茲堡（英語：Pittsburg）是位於美國伊利諾伊州費耶特縣的一個非建制地區。該地的面積和人口皆未知。

## 地理
匹茲堡的座標為38°52′17″N 89°12′42″W / 38.87139°N 89.21167°W，而該地的平均海拔高度為162米（即531英尺）。